# Đội tuyển bóng chuyền nữ quốc gia Philippines
Đội tuyển bóng chuyền nữ quốc gia Philippines là đại diện của bóng chuyền nữ Philippines trong các giải đấu bóng chuyền quốc tế và các trận giao hữu, do Liên đoàn bóng chuyền quốc gia Philippines quản lý kể từ năm 2021.

## Lịch sử
Đội tuyển quốc gia Philippines ban đầu được tổ chức và phê duyệt bởi Liên đoàn bóng chuyền Philippines (PVF), với tên gọi cũ là Liên đoàn thể thao nghiệp dư Philippines (PAVA) từ năm 1961 đến năm 2003.  Đội tuyển từng là một đội mạnh của khu vực Đông Nam Á, đã giành huy chương vàng tại các kỳ Đại hội thể thao Đông Nam Á năm 1977, 1979, 1981, 1985, 1987 và 1993.  Philippines cũng đã từng tham dự Giải vô địch bóng chuyền thế giới vào năm 1974. 
Đội tuyển quốc gia đã giành được huy chương vàng gần đây nhất tại Đại hội thể thao Đông Nam Á dưới thời huấn luyện viên trưởng người Nga gốc Latvia Staņislavs Lugailo, người từng là thành viên của đội tuyển quốc gia nam Liên Xô đã giành huy chương vàng tại Thế vận hội Tokyo 1964 và được thuê để dẫn dắt đội vào năm 1990. Ông tiếp tục dẫn dắt đội tuyển giành huy chương đồng tại Đại hội thể thao Đông Nam Á năm 1991. Sau đó, đội đã có chuyến tập huấn tại Nhật Bản vào năm 1992, nơi đội được giao hữu với các câu lạc bộ bóng chuyền Nhật Bản. Lyugailo đã dẫn dắt đội tuyển quốc gia giành thêm một huy chương vàng tại Đại hội thể thao Đông Nam Á năm 1993 sau khi đánh bại nhà vô địch Thái Lan trong trận chung kết. Sau đó, Thái Lan đã đánh bại Philippines trong trận tranh huy chương vàng tiếp theo tại kỳ đại hội năm 1995. Kể từ đó, Philippines đã không thể lặp lại thành tích giành huy chương vàng của mình tại các kỳ Đại hội thể thao Đông Nam Á tiếp theo, trong khi Thái Lan bắt đầu thiết lập được sự thống trị trong môn bóng chuyền nữ ở khu vực và duy trì cho đến ngày nay.    
Đội tuyển bóng chuyền nữ Philippines từng không tham gia thi đấu quốc tế trong một thời gian dài, sau kỳ Đại hội Thể thao Đông Nam Á 2005 và Giải vô địch châu Á năm 2005. Đội tuyển chỉ trở lại thi đấu từ tại Giải vô địch châu Á năm 2013 và Đại hội thể thao Đông Nam Á năm 2015.   
Năm 2014, PVF đã mất sự công nhận của Ủy ban Olympic Philippines sau một cuộc khủng hoảng lãnh đạo. Liên đoàn bóng chuyền quốc tế (FIVB) đã công nhận Larong Volleyball sa Pilipinas, Inc. (LVPI) là thành viên tạm thời vào năm 2015, tiếp quản nhiệm vụ của PVF. LVPI được phép gửi và tổ chức các đội tuyển bóng chuyền quốc gia, bao gồm cả đội tuyển nữ, tham gia các giải đấu FIVB những năm tiếp theo. 

Năm 2021, Liên đoàn bóng chuyền quốc gia Philippines (PNVF) được thành lập  và được trao tư cách thành viên chính thức của FIVB, thay thế LVPI trở thành liên đoàn bóng chuyền cho môn bóng chuyền tại Philippines. 
Philippines đã giành được vị trí trên bục vinh quang đầu tiên trong một giải đấu AVC khi họ giành vị trí thứ ba tại AVC Challenge Cup for Women 2024, được tổ chức tại Manila. 

## Hình ảnh đội tuyển

### Tên
| Nicknames           | Nicknames         |
| Nickname            | Thời gian sử dụng |
| ------------------- | ----------------- |
| Bomberinas/V-Belles | 2013              |
| Amihan              | 2015              |
| Alas Pilipinas      | 2024–present      |

### Màu sắc
Giống như hầu hết các đội tuyển quốc gia Philippines, màu xanh, trắng và đỏ của quốc gia đã được sử dụng trong đồng phục của đội tuyển quốc gia trong suốt chiều dài lịch sử. Bên cạnh những màu sắc thường thấy trên áo đấu của đội tuyển Philippines, đội cũng đã mặc áo đấu màu đen, đáng chú ý là trong SEA Games 2005 và mùa giải đội tuyển quốc gia năm 2022 (Cúp bóng chuyền nữ châu Á2022, ASEAN Grand Prix 2022). Tùy thuộc vào đối thủ, đồng phục màu đỏ hoặc xanh có thể là đồng phục sáng màu hoặc tối màu, trong khi áo đấu màu trắng là áo mặc định của họ khi mặc.

## Kết quả

### Giải đấu quốc tế
| Giải đấu                               | Xuất hiện | Kết thúc    | Kết thúc | Kết thúc      | Kết thúc      | Kết thúc  |
| Giải đấu                               | Xuất hiện | Nhà vô địch | Á quân   | Vị trí thứ ba | Vị trí thứ tư | Tổng cộng |
| -------------------------------------- | --------- | ----------- | -------- | ------------- | ------------- | --------- |
| Giải vô địch bóng chuyền nữ thế giới   | 1         | 0           | 0        | 0             | 0             | 0         |
| FIVB Women's Volleyball Challenger Cup | 1         | 0           | 0        | 0             | 0             | 0         |
| Giải vô địch bóng chuyền nữ Châu Á     | 11        | 0           | 0        | 0             | 0             | 0         |
| AVC Women's Nations Cup                | 2         | 0           | 0        | 1             | 0             | 1         |
| Tổng cộng                              | 15        | 0           | 0        | 1             | 0             | 1         |

### Các giải đấu khu vực khác
| Giải đấu                                                  | Xuất hiện | Kết thúc    | Kết thúc | Kết thúc      | Kết thúc      | Kết thúc  |
| Giải đấu                                                  | Xuất hiện | Nhà vô địch | Á quân   | Vị trí thứ ba | Vị trí thứ tư | Tổng cộng |
| --------------------------------------------------------- | --------- | ----------- | -------- | ------------- | ------------- | --------- |
| Cúp bóng chuyền nữ châu Á (đã hủy bỏ)                     | 2         | 0           | 0        | 0             | 0             | 0         |
| Đại hội thể thao Châu Á                                   | 5         | 0           | 0        | 0             | 2             | 2         |
| Đại hội thể thao châu Á (Sân 9 người) (không còn tồn tại) | 1         | 0           | 0        | 0             | 1             | 1         |
| Đại hội thể thao Đông Nam Á                               | 18        | 6           | 3        | 4             | 4             | 17        |
| SEA V.League                                              | 7         | 0           | 0        | 4             | 3             | 7         |
| Tổng cộng                                                 | 32        | 6           | 3        | 8             | 10            | 27        |

## Kết quả thi đấu

### Giải vô địch bóng chuyền thế giới FIVB
- 1974 - Hạng 18

### FIVB Women's Volleyball Challenger Cup
- 2024 - Hạng 7/8

### Giải vô địch bóng chuyền nữ Châu Á
- 1997 - Hạng 8
- 2003 - Hạng 8
- 2005 - Hạng 9
- 2013 - Hạng 12
- 2015 - Hạng 12
- 2017 - Hạng 8
- 2023 - Hạng 13

### Cúp bóng chuyền nữ Châu Á
- 2018 - Hạng 9
- 2022 - Hạng 6

### AVC Women's Nations Cup
- 2023 - Hạng 7
- 2024 - Huy chương Đồng
- 2025 -

### Bóng chuyền tại Đại hội thể thao Châu Á
- 1962 - Hạng 4
- 1966 - Hạng 4
- 1970 - Hạng 6
- 1982 - Hạng 5
- 2018 - Hạng 8

### Bóng chuyền nữ tại Đại hội thể thao Đông Nam Á
- 1977 - Huy chương Vàng
- 1979 - Huy chương Vàng
- 1981 - Huy chương Vàng
- 1983 - Huy chương Bạc
- 1985 - Huy chương Vàng
- 1987 - Huy chương Vàng
- 1991 - Huy chương Đồng
- 1993 - Huy chương Vàng
- 1995 - Huy chương Bạc
- 1997 - Huy chương Bạc
- 2001 - Huy chương Đồng
- 2003 - Huy chương Đồng
- 2005 - Huy chương Đồng
- 2015 - Hạng 5
- 2017 - Hạng 4
- 2019 - Hạng 4
- 2021 - Hạng 4
- 2023 - Hạng 4

### SEA V.League
- 2019 (Tuần 1) - Huy chương Đồng
- 2019 (Tuần 2) - Huy chương Đồng
- 2022 - Hạng 4
- 2023 (Tuần 1) - Hạng 4
- 2023 (Tuần 2) - Hạng 4
- 2024 (Tuần 1) - Huy chương Đồng
- 2024 (Tuần 2) - Huy chương Đồng

## Đội trưởng đội tuyển
Các cầu thủ sau đây từng là đội trưởng của đội tuyển quốc gia:
- Cristina Salak – 2005–2006
- Angeli Tabaquero – 2013
- Rubie De Leon – 2014
- Michele Gumabao – 2015 (Giải vô địch bóng chuyền nữ Châu Á 2015)
- Jovelyn Gonzaga – 2015 (SEA Games 2015) [17]
- Mika Reyes – 2017 [18]
- Aby Maraño – 2018–2021 [19] [20]
- Alyssa Valdez – 2023 (SEA Games 2023) [21]
- Aiza Maizo-Pontillas – 2023 (AVC Challenge Cup for Women 2023 )
- Camilla Lamina – 2023 (SEA V.League; Giải vô địch bóng chuyền nữ châu Á 2023)
- Giả Đức Guzman – 2022; 2024–nay [22] [23]

## Huấn luyện viên
Sau đây là những huấn luyện viên trưởng của đội tuyển quốc gia:
| Quốc tịch          | Tên                 | Thời gian  | Chú thích | Tham khảo |
| ------------------ | ------------------- | ---------- | --------- | --------- |
| Philippines        | Augusto Santamaria  | 1981–1987  |           |           |
| Philippines        | Constante Reyes     | 1987–1990  |           | [ 24 ]    |
| Liên Xô/ · Ukraine | Stanislav Lugailo   | 1990–1993  |           |           |
| Philippines        | Emil Lontoc         | 1995–2003  |           |           |
| Philippines        | Augusto Santamaria  | 1997       |           |           |
| Philippines        | Ramil de Jesus      | 2005       |           |           |
| Philippines        | Thelma Barina-Rojas | 2007–2013  |           |           |
| Philippines        | Ernesto Pamilar     | 2013       |           |           |
| Philippines        | Roger Gorayeb       | 2013, 2015 |           |           |
| Philippines        | Sinfronio Acaylar   | 2015–2016  |           |           |
| Philippines        | Francis Vicente     | 2017       |           |           |
| Philippines        | Ramil de Jesus      | 2018       |           | [ 25 ]    |
| Philippines        | Cesael delos Santos | 2018–2021  |           | [ 26 ]    |
| Philippines        | Sherwin Meneses     | 2022       |           | [ 27 ]    |
| Philippines        | Odjie Mamon         | 2021       |           | [ 28 ]    |
| Brazil             | Jorge Edson         | 2021–      |           |           |